# Blaže Koneski
Blaže Koneski (makedonsky Блаже Конески, 19. prosinec 1921, Nebregovo – 7. prosinec 1993, Skopje) byl severomakedonský spisovatel, jazykovědec a literární historik. Je znám zejména pro svůj přínos ke kodifikaci makedonštiny. Pro tento jeho příspěvek a pro jeho uznávanou literární kariéru mu byl vypraven státní pohřeb.
Koneski psal prózu i poezii. Mezi jeho nejznámější básnické sbírky patří Mostot, Pesni, Zemjata i ljubovta, Vezilka, Zapisi, Cesmite, Stari i novi pesni a Seizmograf. Známá je též jeho sbírka povídek Lozje (Vinohrad). Mimo to překládal básně z němčiny, polštiny, ruštiny, slovinštiny a srbštiny: šlo např. o díla od Njegoše, Prešerena, Heineho, Bloka či Nerudy.